# Borów
Borów [pronunciación en polaco: /ˈbɔruf/] es un pueblo ubicado en el distrito administrativo de Gmina Bielawy, dentro del condado de Łowicz, Voivodato de Łódź, en el centro de Polonia. Se encuentra a unos 5 kilómetros al oeste de Bielawy, a 25 kilómetros al oeste de Łowicz, y a 35 kilómetros al norte de la capital regional Łódź.
El pueblo tiene una población aproximada de 350 habitantes.
Allí se encuentra la mansión de la familia Grabski, donde nacieron los políticos de la Segunda República Polaca Władysław Grabski, Stanisław Grabski y Zofia Kirkor-Kiedroniowa.